# وارلام لیپارتلیانی
وارلام لیپارتلیانی (گرجی: ვარლამ ლიპარტელიანი؛ زادهٔ ۲۷ فوریهٔ ۱۹۸۹) جودوکار اهل گرجستان است که در مسابقات بین‌المللی در مجموع برنده ۱۰ مدال طلا، ۱۳ مدال نقره، ۶ مدال برنز شده‌است. 